# Константин (телесериал)
«Константи́н» (англ. Constantine) — американский супергеройский телесериал канала NBC, основанный на серии комиксов «Посланник ада», выпускавшейся издательством DC Comics под импринтом Vertigo. Премьера сериала состоялась 24 октября 2014 года. Роль Джона Константина исполнил актёр Мэтт Райан. Пилотный эпизод срежиссировал Нил Маршалл, а сценарий к нему написали Дэниэл Чероне и Дэвид Гойер.
8 мая 2015 года канал закрыл сериал после одного сезона. 12 августа 2015 года было объявлено, что Мэтт Райан снова сыграет роль Джона Константина в одном из эпизодов четвёртого сезона в телесериале «Стрела», а также вошел в основной состав телесериала «Легенды завтрашнего дня» начиная с 4 сезона.

## Сюжет
Сериал сосредоточится на экзорцисте Джоне Константине, который, борясь со своими прошлыми грехами, также пытается защитить человечество от сверхъестественной угрозы.

## Актёры и персонажи

### Основной состав
- Джон Константин (Мэтт Райан) — детектив-экзорцист, защищающий мир от тёмных сил извне. Циничный и самодовольный, но благородный и отважный.
- Зед Мартин (Анхелика Селая) — девушка-медиум, способная видеть ауры или места через прикосновения. Долгое время видела сны о Джоне и бесконечно рисовала его изображения, пока не встретила его и не присоединилась к его команде.
- Чез Чандлер (Чарльз Халфорд) — старый друг и компаньон Константина, обладающий невероятными навыками выживания: какая бы травма не была, он всегда воскресал. Это объясняется тем, что Чез был в ночном клубе, в котором выступала рок-группа. Из-за неполадок с пиротехникой произошёл пожар, и все, в том числе и Чез, погибли. Джон вернул его к жизни, призвав души ещё 47 погибших там человек. Теперь Чез должен умереть 47 раз, каждый раз освобождая чью-то душу, и только после этого он станет простым смертным. К концу сезона у него остаётся 30 жизней.
- Мэнни (Гарольд Перрино) — могущественный ангел, назначенный следить за Константином, и имеющий силу вселяться в чужие тела.

### Второстепенный состав
- Папа Миднайт (Майкл Джеймс Шоу) — король вуду, старый враг Константина.
- Ритчи Симпсон (Джереми Дэвис) — старый друг Константина.
- Астра Лог (Бэйли Типпен) — дочь старого друга Константина, по его вине попавшая в руки Нергала. Джон намерен любым образом спасти её.
- Гэри «Гас» Лестер (Джонджо О’Нил) — старый друг Константина, наркоман. Ценой собственной жизни помог Джону изгнать в ад Мнемота, самого грозного демона голода.
- Анна Мария Флинн (Клэр ван дер Бум) — подруга детства и бывшая любовница Джона. После инцидента с Астрой, бежала в Мексику и приняла монашество. Предвзято относилась к Джону, но в конце концов его простила.
- Номмо (Чарльз Парнелл) — друг Джона. Африканский шаман с даром прорицания прошлого, для своих ритуалов использует «самый сильный наркотик на Земле».
- Джим Корриган (Эммет Дж. Сканлан) — следователь из полицейского департамента Луизианы. Помогал Джону и Зед расследовать дело о воскрешённых призраках. В конце серии Зед, коснувшись его руки, увидела мёртвого Джима, окружённого зелёной энергией, что является отсылкой к его возможному будущему альтер эго — Спектру.
- Феликс Фауст (Марк Марголис) — чернокнижник, живущий около двух веков. Похитил душу дочери Чеза, чтобы манипулировать Константином. Вместе с Чезом подорвался на гранате.
- Лив Абердин (Люси Гриффитс) — дочь старого друга Константина, которая унаследовала мистический дар отца.

## Производство
Идея создания сериала принадлежит Дэвиду С. Гойеру и Дэниэлу Чероне, режиссёром пилотного эпизода стал Нил Маршалл. Сериал является более приближённым к комиксам, чем фильм «Константин: Повелитель тьмы» с Киану Ривзом, хотя было несколько попыток как можно реже показывать курящего Константина в кадре (позднее канал стал менее строгим в этом плане и в более поздних эпизодах можно увидеть курящего Константина). Кроме того, создатели избавились от любых отсылок к бисексуальности персонажа. По словам Чероне «Джон Константин взрослеет вместе с комиксами. Спустя три десятка лет существования [комиксов] в одном или двух выпусках он замечен как имеющий сексуальные отношения с мужчинами. Стало быть, [возможно], лет через 20? Но планов мы пока не делаем». Это решение подверглось резкой критике со стороны ЛГБТ-сообщества.
Изначально Люси Гриффитс должна была сыграть главную женскую роль Лив Абердин, дочь старого друга Константина, которая обнаруживает у себя способность видеть сверхъестественный мир среди людей. Она объединяется с Константином в борьбе против демонов, которые охотятся на неё, и пытается больше узнать о своём отце. Однако Гриффитс выбыла из проекта после того, как Гойер и Чероне решили повести сериал в другом творческом направлении. Вместо неё главным женским персонажем стала Зед из оригинального комикса. Позже было объявлено, что её сыграет Анхелика Селая. Чтобы объяснить, почему Лив не может продолжить сотрудничать с Константином, некоторые сцены в конце пилотного эпизода были пересняты. Также и Гойер, и Чероне говорили о возможном возвращении Лив в будущем.

### Идеи для второго сезона и закрытие сериала
В ноябре 2014 года канал NBC объявил о том, что не будет заказывать дополнительные эпизоды к уже имеющимся 13 сериям первого сезона, хотя не исключает возможность того, что второй сезон всё же будет. В январе 2015 года, после того, как возникли сомнения в том, что шоу будет продлено, президент NBC Дженнифер Солк сказала следующее: «Мы желаем сериалу долгих лет жизни. У него есть крупная телеаудитория, его смотрит молодёжь. Мы любим его и без утайки говорим об этом». Глава развлекательного отдела NBC Роберт Гринблатт добавил, что «мы на стороне большинства. Даже больше». В феврале 2015 года Чероне подтвердил, что на тот момент речь о закрытии сериала не шла, и создатели должны к маю 2015 года передать каналу идеи по поводу второго сезона. В середине апреля Чероне говорил о «съёмке общим планом», о возможном продлении сериала, а также добавил: «Хотя мы оптимизировали трудовой день для NBC, мы всё ещё остаёмся довольно затратным шоу. Решение NBC в большей степени будет зависеть от новых пилотных эпизодов и того, как эти новые шоу будут чувствовать на фоне „Гримма“, лучше или хуже „Константина“». 23 апреля Чероне написал в своём Твиттере, что продюсеры должны предоставить свои идеи к 27 апреля 2015 года, что раньше, чем предполагалось в феврале того же года, поскольку канал должен принять решение о продлении в начале мая. По прошествии данного срока Чероне написал, что «представитель NBC сказал передать поклонникам, что их всё устраивает» и что «если шоу может надеяться на что-то большее, то всё благодаря поклонникам».
8 мая 2015 года NBC отказались продлевать «Константина» в своей собственной сети из-за проблем с бюджетом, что побудило Warner Bros. начать попытки возродить сериал в другой сети. Через месяц сериал официально был закрыт, а контракты с Чероне и остальными продюсерами расторгнуты. По словам Чероне, Warner Bros/ Television «попытались найти для шоу новый дом… но не смогли» и объявили сериал «завершённым». После многих обращений с просьбами поклонников возродить сериал Чероне добавил: «Мы оставляем позади преданных и любящих поклонников, которые верят в сериал и тронуты нашими попытками. По-настоящему грустно огорчать таких значимых, особых, активных фанатов. Вы все заслуживаете тех многих сезонов сериала, которые мы запланировали для вас, и нам чрезвычайно грустно, что мы не смогли вам их обеспечить».

## Эпизоды
| № | Название                                                          | Режиссёр         | Автор сценария                                                      | Дата премьеры   | Произв. код | Зрители в США (млн) |
| --- | ----------------------------------------------------------------- | ---------------- | ------------------------------------------------------------------- | --------------- | ----------- | ------------------- |
| 1 | «Не убежище» «Non Est Asylum»                                     | Нил Маршалл      | История: Дэниел Чероне и Дэвид C. Гойер Телесценарий: Дэниел Чероне | 24 октября 2014 | 296849      | 4.28                |
| Экзорцист Джон Константин проходит лечение в психиатрической больнице в результате событий, произошедших с ним во время обряда изгнания демона из девочки, которую он не смог спасти. Узнав об опасности, что кружит вокруг дочери его старого друга, ныне покойного, Константин вынужден покинуть больницу и вступить в бой с силами тьмы. В борьбе за жизнь людей, а главное, за свою собственную душу, Джону помогает ангел по имени Мэнни, а также помощник самого экзорциста, водитель такси Чез. |                                                                   |                  |                                                                     |                 |             |                     |
| 2 | «Тьма под ногами» «The Darkness Beneath»                          | Стив Шилл        | Рокни С. О’Бэннон                                                   | 31 октября 2014 | 3J5553      | 3.06                |
| Константин отправляется в Пенсильванию, чтобы разобраться с загадочными и даже мистическими несчастными случаями, которые происходят в шахте одного маленького города. Среди рабочих ходят слухи, что якобы в этом месте был прорыт «проход» в ад. Здесь экзорцист встречает художницу с паранормальными способностями по прозвищу Зед. |                                                                   |                  |                                                                     |                 |             |                     |
| 3 | «Винил дьявола» «The Devil's Vinyl»                               | Ромео Тирони     | Марк Верхейден и Дэвид C. Гойер                                     | 7 ноября 2014   | 3J5554      | 3.14                |
| Константин, Зед и Чез сталкиваются с пластинкой самого Дьявола, когда один из друзей экзорциста умирает после того, как пытается прослушать её. Теперь Джону предстоит решить, как отправить пластинку с Земли в Ад, пока она не завладела умами других людей и в конце концов не убила их. |                                                                   |                  |                                                                     |                 |             |                     |
| 4 | «Пир друзей» «A Feast of Friends»                                 | Джон Ф. Шоуолтер | Кэмерон Уэлш                                                        | 14 ноября 2014  | 3J5555      | 3.47                |
| Один из друзей Константина во время обряда изгнания высвобождает демона голода, который вселяется в людей с одной целью - поживиться. Единственный способ сдержать существо - это опять «запечатать» его в человеческом теле. |                                                                   |                  |                                                                     |                 |             |                     |
| 5 | «Пляска вуду» «Danse Vaudou»                                      | Джон Бэдэм       | Кристин Бойлан                                                      | 21 ноября 2014  | 2J5556      | 3.54                |
| Экзорцист вместе со своими помощниками пытается успокоить души умерших, которые вернулись на землю и убивают людей. Причиной их «возвращения» стала неконтролируемая магия Вуду. От Миднайта Константин узнает, что «Тьму» в этот мир вызывает один из тех, кто находится в окружении самого экзорциста. |                                                                   |                  |                                                                     |                 |             |                     |
| 6 | «Гнев Калибана» «Rage of Caliban»                                 | Нил Маршалл      | Дэниел Чероне                                                       | 28 ноября 2014  | 3J5552      | 3.34                |
| Экзорцист должен разобраться с неспокойной душой ребёнка, которая вселяется в тела других детей с целью убить их родителей. Чтобы прекратить эти убийства, Константин должен узнать, кем был этот ребёнок раньше. |                                                                   |                  |                                                                     |                 |             |                     |
| 7 | «Блаженны проклятые» «Blessed are the Damned»                     | Ник Гомес        | Снеха Крус                                                          | 5 декабря 2014  | 3J5557      | 3.17                |
| Умирающему проповеднику удается достать из Того Света перо ангела, в результате чего он возвращается к жизни, имея при себе паранормальную силу исцеления. Но все, кого удается вылечить, обращаются в монстров. Константин и Зед должны разобраться в ситуации, вернув перо его владельцу. |                                                                   |                  |                                                                     |                 |             |                     |
| 8 | «Святой крайних мер» «The Saint of Last Resorts»                  | Т.Дж. Скотт      | Карли Рэй                                                           | 12 декабря 2014 | 3J5558      | 3.30                |
| Джон отправляется в Мексику, чтобы спасти детей, похищенных Богиней Ада, одной из сестер Евы. В ходе битвы Константин жертвует собой и остается один на один с творением с Другого Мира. Зед тем временем похищают люди, называющие себя «крестоносцами», и работающие на её отца. |                                                                   |                  |                                                                     |                 |             |                     |
| 9 | «Святой крайних мер: Часть 2» «The Saint of Last Resorts: Part 2» | Ромео Тирони     | Марк Верхейден                                                      | 16 января 2015  | 3J5559      | 3.06                |
| Чтобы спасти свою жизнь, Константин снимает с себя все защитные заклинания в впускает могущественного демона в своё тело. Теперь ему надо в кратчайшие сроки изгнать его, чтобы выжить. |                                                                   |                  |                                                                     |                 |             |                     |
| 10 | «Ты мне, я тебе» «Quid Pro Quo»                                   | Мэри Хэррон      | Брайан Энтони                                                       | 23 января 2015  | 3J5560      | 3.47                |
| Джон, Зед и Чез должны сделать все возможное, чтобы спасти дочь Чеза, душой которой завладел злой колдун. |                                                                   |                  |                                                                     |                 |             |                     |
| 11 | «Целый мир по соседству» «A Whole World Out There»                | Том Райт         | Давита Скарлетт и Снеха Крус                                        | 30 января 2015  | 3J5561      | 3.29                |
| Джон возвращается в университет, когда Мэнни говорит ему, что один из его старых друзей находится в большой опасности. |                                                                   |                  |                                                                     |                 |             |                     |
| 12 | «Ангелы и доброхоты» «Angels and Ministers of Grace»              | Сэм Хилл         | Кристин Бойлан                                                      | 6 февраля 2015  | 3J5562      | 2.96                |
| Зед ложится в больницу на обследование, где выясняется что у неё в голове растёт опухоль, которая может быть причиной её видений. Тем временем Джон выясняет, что в больнице кто-то убивает людей с помощью Чёрного бриллианта, и привлекает Мэнни к расследованию. |                                                                   |                  |                                                                     |                 |             |                     |
| 13 | «Ожидая Мужика» «Waiting for the Man»                             | Дэвид Бойд       | Камерон Уэлш                                                        | 13 февраля 2015 | 3J5563      | 3.30                |
| Дело о пропаже нескольких девушек привлекает внимание Джима Корригана, который в свою очередь просит помощи у Джона и Зед. Зед не знает, говорить ли Джиму о своем видении, а Папа Миднайт пытается убить Джона, заказ на которого объявили Брухерия. |                                                                   |                  |                                                                     |                 |             |                     |

## Показ
Сериал «Константин» стартовал на канале NBC 24 октября 2014 года, одновременно с американской состоялась премьера на канадском канале Global. В Великобритании правами на показ владел сервис Amazon Video, а в Австралии — Stan. С 24 сентября 2015 года сериал транслировался на канадском канале Shomi, с 1 июля 2016 — на американском канале CW Seed.

## Спин-оффы и связанные шоу

### Веб-сериал
Специально для поддержки петиции о продлении сериала на второй сезон DC Entertainment совместно с Cool Town Creations выпустила веб-сериал John Con Noir, снятый на базе кукольной и пластилиновой анимации. Первая серия была опубликована в сервисе YouTube и на официальном сайте DC Comics 16 января 2015 года как дополнение к старту второй половины первого сезона основного сериала.
Мэтт Райан озвучивает Джона Константина, который по сюжету серии ищет для проекта новых шоураннеров, взамен пропавших Гойера и Чероне. Если миссия Константина окажется провальной, то у канала NBC не окажется другого выбора, кроме как закрыть шоу.

### Вселенная Стрелы

#### Кроссовер со «Стрелой» и «Легендами завтрашнего дня»
В мае 2015 года Стивен Амелл раскрыл, что с ним вела переговоры студия DC Entertainment в связи с намерением ввести персонажа телесериала «Стрела» Оливера Куина в сериал «Константин»; персонаж Мэтта Райана является экспертом по Ямам Лазаря, концепту, уже использованному в сериале «Стрела». В августе 2015 года было объявлено, что Константин (Мэтт Райан) из одноимённого сериала NBC появится в четвёртом сезоне сериала «Стрела», в эпизоде «Загнанный», и станет «союзником на один раз», чтобы «избавиться от последствий воскрешения Сары Лэнс (Кейти Лотц) в Яме Лазаря Рас аль Гула». Так как оба сериала снимались на одной и той же студии, создатели смогли использовать реквизит со съёмок сериала «Константин». Режиссёр эпизода «Пляска вуду», Джон Бэдэм, занял режиссёрское кресло на съёмках серии «Загнанный». Гуггенхайм признался, что у всех было такое чувство, будто они «создают полноценный кроссовер между „Константином“ и „Стрелой“, это было настолько захватывающим…. что мы по-настоящему рады, что получили шанс увидеть Мэтта Райана в роли Константина, по крайней мере, ещё один раз. На мой взгляд, вы сразу заметите, насколько хорошо он вписывается в нашу вселенную. Он не чувствует себя скованным, он чувствует себя замечательно». В августе 2016 года, на вопрос, почему Константин не вернулся в «Стрелу» или любой другой сериал той же вымышленной вселенной, несмотря на положительные отзывы критиков, Берланти ответил следующим образом: «Константин существует в своём определённом мире вселенной DC» и, по мнению продюсера, DC уже «исследовали возможное развитие персонажа в будущем». Также Константин появится в 10 серии 3 сезона «Легенд Завтрашнего Дня» под названием «Daddy Darkhest».

#### Возрождение в виде анимации
В январе 2017 года было объявлено, что сериал «Константин» вернётся в виде анимации на канале The CW Seed. Президент The CW Марк Педовиц предупредил, что «в данный момент» никаких планов по поводу появления Константина, которого вновь озвучит Мэтт Райан, в сериалах Вселенной Стрелы не имеется. Тем не менее, не исключено появление в новом анимационном веб-сериале и других персонажей ранее закрытого проекта. Исполнительными продюсерами данного проекта станут Грег Берланти, Сара Шечтер и Дэвид Гойер.

## Приём критиков

### Рейтинги
| №  | Серия                       | Премьера             | Рейтинг (18-49) | Зрителей (миллионов) | DVR (18-49) | Всего (18-49) |
| -- | --------------------------- | -------------------- | --------------- | -------------------- | ----------- | ------------- |
| 1  | Не убежище                  | 24 октября 2014 года | 1.4/5           | 4.28                 | 0.7         | 2.1           |
| 2  | Тьма под ногами             | 31 октября 2014 года | 0.9/3           | 3.06                 | 0.8         | 1.7           |
| 3  | Винил дьявола               | 7 ноября 2014 года   | 1.0/3           | 3.14                 | 0.7         | 1.7           |
| 4  | Пир друзей                  | 14 ноября 2014 года  | 0.8/3           | 3.47                 | 0.9         | 1.7           |
| 5  | Пляска вуду                 | 21 ноября 2014 года  | 1.1/4           | 3.54                 | 0.8         | 1.9           |
| 6  | Гнев Калибана               | 28 ноября 2014 года  | 0.9/3           | 3.34                 | 0.7         | 1.6           |
| 7  | Блаженны проклятые          | 5 декабря 2014 года  | 0.8/3           | 3.17                 | 0.8         | 1.6           |
| 8  | Святой крайних мер          | 12 декабря 2014 года | 1.0/3           | 3.30                 | 0.7         | 1.7           |
| 9  | Святой крайних мер: Часть 2 | 16 января 2015 года  | 0.8/3           | 3.06                 | 0.6         | 1.4           |
| 10 | Ты мне, я тебе              | 23 января 2015 года  | 0.9/3           | 3.47                 | 0.6         | 1.5           |
| 11 | Целый мир по соседству      | 30 января 2015 года  | 0.8/3           | 3.29                 | 0.6         | 1.4           |
| 12 | Ангелы и доброхоты          | 6 февраля 2015 года  | 0.8/2           | 2.96                 | 0.6         | 1.4           |
| 13 | Ожидая Мужика               | 13 февраля 2015 года | 0.8/3           | 3.30                 | 0.6         | 1.4           |

### Отзывы
Пилотный эпизод сериала получил смешанные отзывы критиков. На Rotten Tomatoes у сериала 72 % положительных рецензий и общий рейтинг 6,2 из 10, основанный на 46 отзывах. Консенсус выглядит следующим образом: «Жуткая атмосфера, высококлассный экшн и великолепные спецэффекты вместе с доброжелательным налётом юмора помогают „Константину“ скрыть дыры в сюжете и показать версию главного героя, приближённую к версии из комиксов». На сайте Metacritic, использующем среднюю оценку, «Константина» оценили на 52 балла из 100 на основе 25 отзывов, что соответствует «смешанным или средним отзывам».

## Релиз
4 октября 2016 года все серии, а также дополнительный контент, в виде DVD, Blu-Ray и в качестве загружаемых файлов Windows Media стали доступны в рамках Warner Archive Collection.